# 开元路街道
开元路街道，是中华人民共和国河南省洛陽市洛龙区下辖的一个乡镇级行政单位。

## 行政区划
开元路街道下辖以下地区：
定鼎门社区、龙泰社区、龙瑞社区和天元社区。